# Павільйон Японії на Всесвітній виставці (1992)

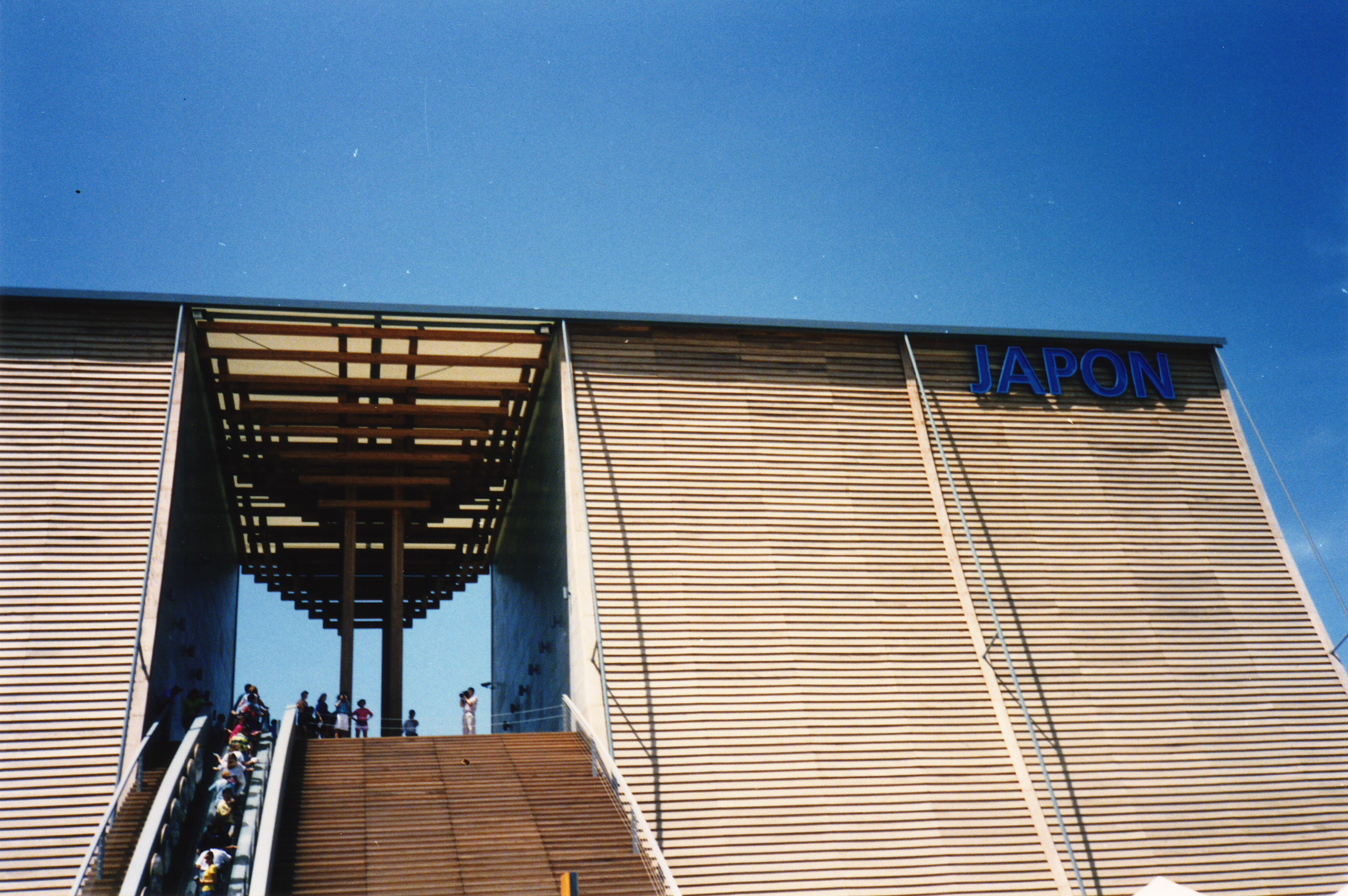
Зовнішній вигляд і вхід. Павільйон Японії, 1992

Павільйон Японії (англ. Japan Pavilion) — виставковий зал Японії на Всесвітній виставці 1992 року у Севільї, Іспанія. Збудований у 1989—1991 роках за проектом японського архітектора Тадао Андо (нар. 1941). 
Завдання Андо погягало у тому, аби познайомити людей з традиційною японською естетикою, що базується на простоті, позбавленої всякого декору. Метою архітектурного задуму було створення дерев'яної споруди, використовуючи новітні технічні досягнення, і спроектувати будівлю, яка б виражала одночасно традицію і сучасність, техніку і культуру. 
Як правило, Андо створює простір, використовуючи такі матеріали як бетон, сталь і скло, який б передав японський характер, однак для павільйону були застосовані увігнуті зовнішні стіни із дерев'яних рейок, які використовані для облицювання; покрівля виконана із тканини, що вкрита тефлоном. Павільйон був зведений із застосуванням матеріалів, техніки та робітників з Європи, США та Африки.